# ユトレヒト州

ユトレヒト州
Provincie Utrecht

ユトレヒト州（ユトレヒトしゅう、蘭: Utrecht [ˈytrɛxt] ( 音声ファイル)）は、オランダ中部の州。州都はユトレヒト。北は北ホラント州とフレヴォラント州、西と南西は南ホラント州、東と南東はヘルダーラント州に接する。

## 州名
オランダ北部7州によるユトレヒト同盟（1579年）と、スペイン継承戦争の講和条約であるユトレヒト条約（1713年）の名は、州都ユトレヒトで締結されたことに由来する。

## 自治体
ユトレヒト州には、26の基礎自治体（ヘメーンテ）が属する。
1. アメルスフォールト (Amersfoort)
2. バールン (Baarn)
3. ビュニク (Bunnik)
4. ブンスホーテン (Bunschoten)
5. デ・ビルト (De Bilt)
6. デ・ロンデ・フェーネン (De Ronde Venen)
7. エームネス (Eemnes)
8. ハウテン (Houten)
9. アイセルスタイン (IJsselstein)
10. ラウスデン (Leusden)
11. ローピク (Lopik)
12. モントフォールト (Montfoort)
13. ニウェヘイン (Nieuwegein)
14. アウデヴァーテル (Oudewater)
15. レンスヴァウデ (Renswoude)
16. レーネン (Rhenen)
17. ススト (Soest)
18. スティヒツェ・フェヒト (Stichtse Vecht)
19. ユトレヒト (Utrecht)
20. ユトレヒツェ・フーフェルルフ (Utrechtse Heuvelrug)
21. フェーネンダール (Veenendaal)
22. フィフヘーレンランデン (Vijfheerenlanden)
23. ヴァイク・バイ・ドゥールステーデ (Wijk bij Duurstede)
24. ヴルデン (Woerden)
25. ヴァウデンベルフ (Woudenberg)
26. ザイスト (Zeist)

## スポーツ

### サッカー
ユトレヒト州に本拠地を置くプロサッカークラブ。1部リーグ（エールディヴィジ）と2部リーグ（エールステ・ディヴィジ）の双方を含む。
- FCユトレヒト - ユトレヒト